# 남부 고딕물
남부 고딕물(Southern Gothic)은 고딕물의 하위 장르로, 미국 문학에만 있는 독특한 장르이다.
다른 고딕물과 같이, 남부 고딕물 작품들에서는 초자연적이고 반어적이며 평범하지 않은 사건들이 줄거리를 이끌어간다. 다른 고딕물과는 다르게, 남부 고딕물은 그런 사건들을 지속적인 긴장감을 유발하는 장치로 쓰지 않고 사회적 문제를 탐구하거나 미국 남부의 문화적 성격을 밝혀내기 위한 도구로 활용한다.

## 기타 매체

### 영화
- 스토리빌 (1992)[1][2]

## 같이 보기
- 마술적 사실주의
- 도시 고딕물